# Женская сборная Японии по баскетболу 3×3
Женская сборная Японии по баскетболу 3×3 представляет Японию на международных соревнованиях по баскетболу 3×3. Управляющим органом является Баскетбольная ассоциация Японии.
По состоянию на 27 августа 2024, женская сборная Японии по баскетболу 3×3 занимает 13-е место в мировом рейтинге ФИБА женских сборных по баскетболу 3×3.

## Результаты выступлений
| Турнир                           | Золото | Серебро | Бронза | Всего |
| -------------------------------- | ------ | ------- | ------ | ----- |
| Олимпийские игры                 | —      | —       | —      | —     |
| Чемпионат мира по баскетболу 3×3 | —      | —       | —      | —     |
| Чемпионат Азии                   | 0      | 0       | 1      | 1     |
| Азиатские игры                   | 0      | 1       | 1      | 2     |
| Итого                            | 0      | 1       | 2      | 3     |

### Летние Олимпийские игры
| Год        | Место          | Игры           | Победы         | Поражения      | Состав команды                                           |
| ---------- | -------------- | -------------- | -------------- | -------------- | -------------------------------------------------------- |
| Токио 2020 | 5              | 8              | 5              | 3              | Стефани Мавули, Риса Нисиока, Мио Синодзаки, Май Ямамото |
| 2024       | не участвовали | не участвовали | не участвовали | не участвовали | не участвовали                                           |

### Чемпионат мира по баскетболу 3x3
| Год            | Место          | Игры           | Победы         | Поражения      | Состав команды                                               |
| -------------- | -------------- | -------------- | -------------- | -------------- | ------------------------------------------------------------ |
| 2012—2014      | не участвовали | не участвовали | не участвовали | не участвовали | не участвовали                                               |
| Гуанчжоу 2016  | 19             | 4              | 0              | 4              | Yuki Higano, Akari Kawahara, Miuka Mori, Shinobu Yoshitake   |
| Нант 2017      | 13             | 4              | 1              | 3              | Masami Tachikawa, Yui Hanada, Megumi Iizuka, Ryoko Yano      |
| 2018           | не участвовали | не участвовали | не участвовали | не участвовали | не участвовали                                               |
| Амстердам 2019 | 13             | 4              | 1              | 3              | Minami Iju, Kiho Miyashita, Стефани Мавули, Miwa Kuribayashi |
| Антверпен 2022 | 13             | 4              | 2              | 2              | Стефани Мавули, Moe Nagata, Tamami Nakada, Май Ямамото       |
| Вена 2023      | 9              | 5              | 3              | 2              | Yua Emura, Tamami Nakada, Nana Santa, Shizuka Takada         |

### Чемпионат Азии по баскетболу 3x3
| Год            | Место          | Игры           | Победы         | Поражения      | Состав команды                                          |
| -------------- | -------------- | -------------- | -------------- | -------------- | ------------------------------------------------------- |
| 2013—2017      | не участвовали | не участвовали | не участвовали | не участвовали | не участвовали                                          |
| Шэньчжэнь 2018 | 4              | 5              | 2              | 3              | Mai Ishikawa, Yuka Maeda, Masami Tachikawa, Nagi Yoko   |
| Чанша 2019     | 3              | 5              | 4              | 1              | Minami Iju, Kiho Miyashita, Риса Нисиока, Мио Синодзаки |
| Сингапур 2022  | 4              | 5              | 3              | 2              | Norika Konno, Mayu Kubota, Moe Nagata, Tamami Nakada    |
| Сингапур 2023  | 5              | 3              | 2              | 1              | Yua Emura, Miyako Kondo, Nana Santa, Nanaka Yamaguchi   |
| Сингапур 2024  | 5              | 3              | 2              | 1              | Ayumi Chiba, Riko Furuki, Mana Kaneda, Miwa Kuribayashi |

### Азиатские игры
| Год           | Место | Игры | Победы | Поражения | Состав команды                                               |
| ------------- | ----- | ---- | ------ | --------- | ------------------------------------------------------------ |
| Джакарта 2018 | 2     | 6    | 5      | 1         | Ririka Okuyama, Norika Konno, Стефани Мавули, Kiho Miyashita |
| Ханчжоу 2022  | 3     | 7    | 5      | 2         | Momoka Hanashima, Karin Imori, Mayu Lucy Kubota, Nanami Seki |